# Артески бунар
Артески бунар (артешки бунар) је избушени дубински извор воде (бунар) под хидростатичким притиском. У старом вијеку био је познат у Кини и Египту, а први артески бунари у Европи буше се у 12. вијеку у провинцији Артоа (Artois), одакле потиче име.
Артеска вода се налази на одређеној дубини између два водонепропусна слоја тла. Да би се дошло до воде буши се тло на дубинама од неколико десетина метара до 2.000 метара. Код позитивних артеских бунара, вода сама излази на површину под хидростатичким притиском, а код негативних или субартеских бунара вода се пумпа из бушотине.
У бившој СФРЈ артеска подручја су у млађим геолошким слојевима: Панонска низија (дубине воде 40-600 метара) и ободни терени (Младеновац, Шабац, Београд, Обреновац, Вршац, Сисак), у Тимочком басену, у скопској и велешкој котлини у Македонији, Косову и Метохији.